# Ali Kasun
Ali Kasun – wieś w Syrii, w muhafazie Hama, w dystrykcie As-Salamijja. W 2004 roku liczyła 1336 mieszkańców.